# Toplokrvni konj
Toplokrvni konji so skupina pasem domačega konja, prepoznavna po manjši telesni masi, elegantnem ter vitkem telesu in izrazitem, živahnem temperamentu (značaju), kamor spada velika večina jahalnih konjskih pasem.

## Značilnosti
Toplokrvne konje se pogosto neznanstveno opisuje kot živali ognjenega temperamenta, ki so žilave, pogumne, vzdržljive in inteligentne. Na razvoj toplokrvnih konj je imela izrazit vpliv njihova uporabnost; gre namreč za ježi namenjene pasme, ki se jih veliko uporablja na konjeniških tekmovanjih in v drugih športnih disciplinah, služijo pa tudi kot vprežne živali za vlečenje kočij. Večina toplokrvnežev preseže višino 1,55 metra in ima razmeroma tanko zaščitno dlako (tj. dlako vratne grive in žime vratu ter nog), pri čemer so noge v večini primerov neporaščene (obstaja nekaj izjem, npr. frizijec). V Evropi prevladujejo predvsem toplokrvne pasme.
Toplokrvni konji predstavljajo eno izmed treh umetnih (neformalnih) skupin, na katere se glede na temperament (značaj) deli pasme domačega konja (preostali dve skupini zajemajo hladnokrvni in polnokrvni konji). Izrazoslovje nima ničesar opraviti s temperaturo krvi ali klasifikacijo živali glede na telesno temperaturo in lastnosti presnove (vsi konji so namreč sesalci in posledično obligatno živali s stalno telesno temperaturo – homeotermni, manj primerno tudi toplokrvni organizmi), temveč se nanaša na temperamenten, energetičen in živahen, a dobro vodljiv značaj toplokrvnih konjev.
Od hladnokrvnih konj se toplokrvni ločijo po postavi; so namreč relativno manjši in lažji, njihova telesa pa so praviloma elegantnejša – zato jim pogosto pravimo tudi lahki konji. Razlike med toplokrvnimi in polnokrvnimi konji so manjše; načeloma velja, da imajo polnokrvni konji še izrazitejši in bolj poudarjen, energetičen ter nekoliko živčen značaj, bili pa naj bi tudi elegantnejši in plemenitejši od toplokrvnih. Toplokrvne pasme naj bi nastale s križanjem hladnokrvnih in polnokrvnih, pri križanju toplokrvnih in polnokrvnih konj dobimo tako imenovane polkrvne živali.

## Predstavniki
Med pasme toplokrvnih konj poleg drugih uvrščamo andaluzijca, appalooso, bavarca, francoskega jahalnega konja (selle francais), frizijca, hanoveranca, holštajnca, knabstruperja, luzitanca, oldenburžana, paint, palomina, porensko-nemškega konja, vestfalca, in trakenca. Tudi nekaj slovenskih pasem konj se klasificira kot toplokrvne konje, denimo avtohtonega lipicanca in tradicionalnega ljutomerskega kasača.
- Appaloosa
- Francoski jahalni konj
- Frizijec
- Hanoveranec
- Paint
- Trakenec
- Lipicanec
- Ljutomerski kasač